# Les Tres Torres metróállomás
Les Tres Torres egyike a Spanyolországban található barcelonai metró metróállomásainak.

## Metróvonalak
Az állomást az alábbi metróvonalak érintik:
- Barcelona-Vallès-vasútvonal

## Kapcsolódó állomások
Az állomáshoz az alábbi állomások vannak a legközelebb:
- La Bonanova (6-os metróvonal)
- Sarrià (Sarrià, 6-os metróvonal)